# Каїн і Артем
«Каїн і Артем» — радянський художній фільм 1929 року режисера Павла Петрова-Битова, за мотивами однойменного оповідання Максима Горького. Фільм був знятий як німий, але після успіху в Європі 1932 року був озвучений в Парижі Абелем Гансом.

## Сюжет
Дія відбувається в одному з волзьких міст дореволюційної Росії. Артем — швець на ринку. Місцеві торговці, куркулі і бандити його не чіпають, поважаючи його силу, але і розвернутися не дають. Молода дружина одного з куркулів закохується в Артема, красеня-богатиря, і мріє порвати з торгашеством і виїхати з Артемом до села. Чоловік-нелюд своїми знущаннями доводить дружину до того, що вона вирішує піти в монастир, але не приймається там й топиться у річці. Для розправи з Артемом куркуль наймає бандитів, і вони б'ють Артема. Побитого Артема, який дивом залишився в живих, знаходить єврей-швець Каїн і бере до себе, де виходжує. Живучи у Каїна Артем прислухається до розмов революційно налаштованих студентів, які збираються у нього, читає заборонену літературу. Одужавши, він стане іншим, і ринок, з його законами, стане Артему тісний.

## У ролях
- Микола Симонов —  Артем, швець
- Олена Єгорова —  жінка на ринку
- Георгій Уваров —  чоловік жінки на ринку
- Еміль Галь —  Каїн, єврей-швець
- Іона Бій-Бродський —  силач

## Знімальна група
- Режисер — Павло Петров-Битов
- Сценаристи — Павло Петров-Битов, Ольга Кузнецова, Є. Невяжська, Марія Ремезова
- Оператори — Михайло Каплан, Микола Ушаков
- Художники — Ісаак Махліс, Микола Суворов